# Тупоголовые ремневидные змеи
Тупоголовые ремневидные змеи (лат. Imantodes) — род змей из семейства ужеобразных, обитающий в Новом Свете.

## Описание
Общая длина представителей этого рода колеблется от 80 см до 2,1 м. Голова широкая, толстая. Глаза большие. Туловище тонкое, уплощённое, напоминает ремень. Окрас в основном яркий: светло-коричневый, желтоватый, оливковый с тёмными поперечными полосами. Встречаются особи с почти не заметными полосами.

## Образ жизни
Населяют влажные и сухие тропические леса. Практически всю жизнь проводят на деревьях или кустарниках. Активны ночью. Питаются ящерицами, земноводными, грызунами.

## Размножение
Это яйцекладущие змеи.

## Распространение
Обитают в Центральной и Южной Америке. 

## Классификация
На август 2018 года в род включают 8 видов:
- Imantodes cenchoa Linnaeus, 1758 — Обыкновенная ремневидная змея
- Imantodes chocoensis Torres-Carvajal et al., 2012
- Imantodes gemmistratus (Cope, 1861) — Ремневидная змея Копа
- Imantodes guane Missassi & Prudente, 2015
- Imantodes inornatus (Boulenger, 1896) — Неокрашенная ремневидная змея
- Imantodes lentiferus (Cope, 1894) — Медлительная ремневидная змея
- Imantodes phantasma Myers, 1982 — Призрачная ремневидная змея
- Imantodes tenuissimus (Cope, 1867) — Тончайшая ремневидная змея

## Галерея

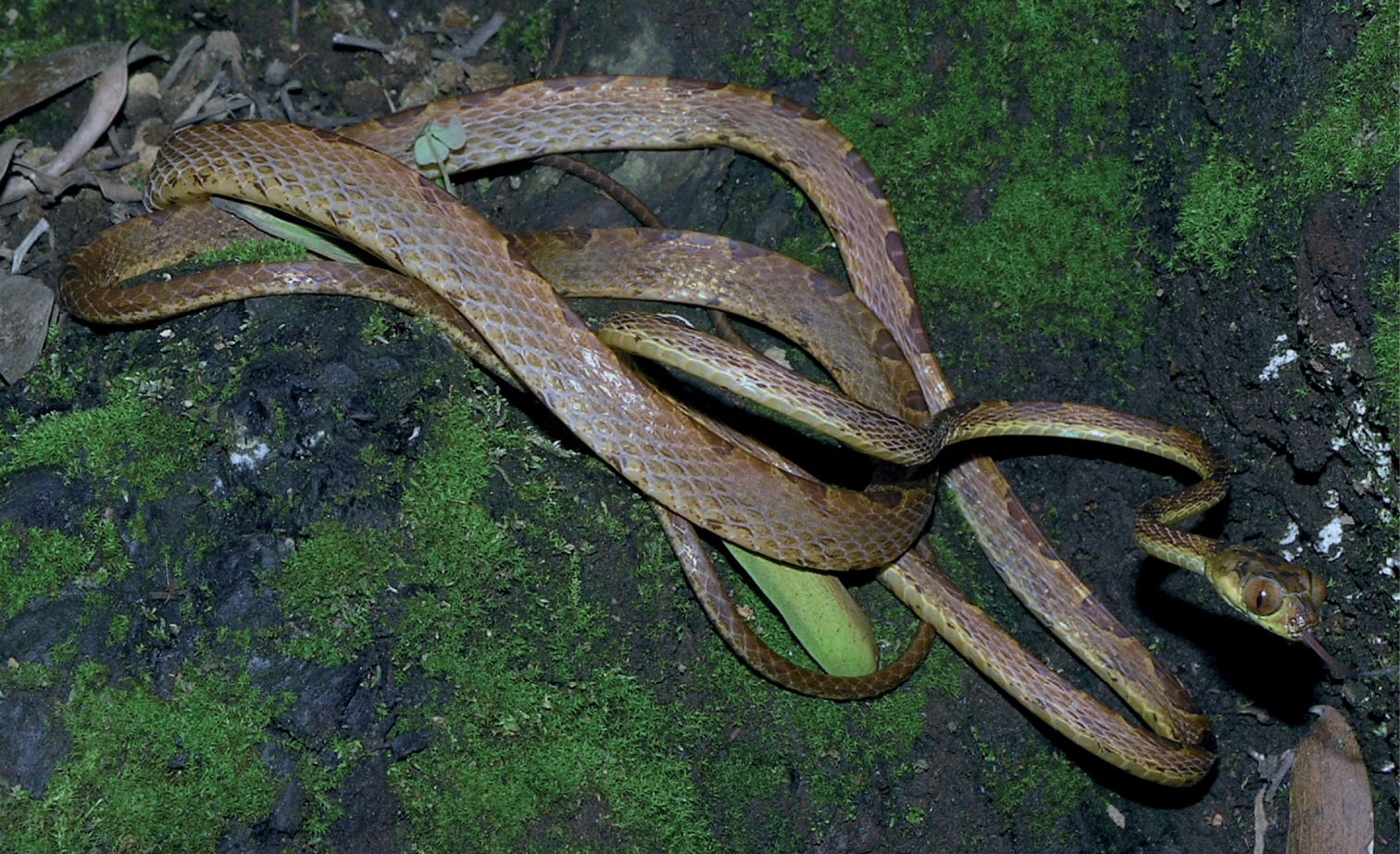
Imantodes chocoensis
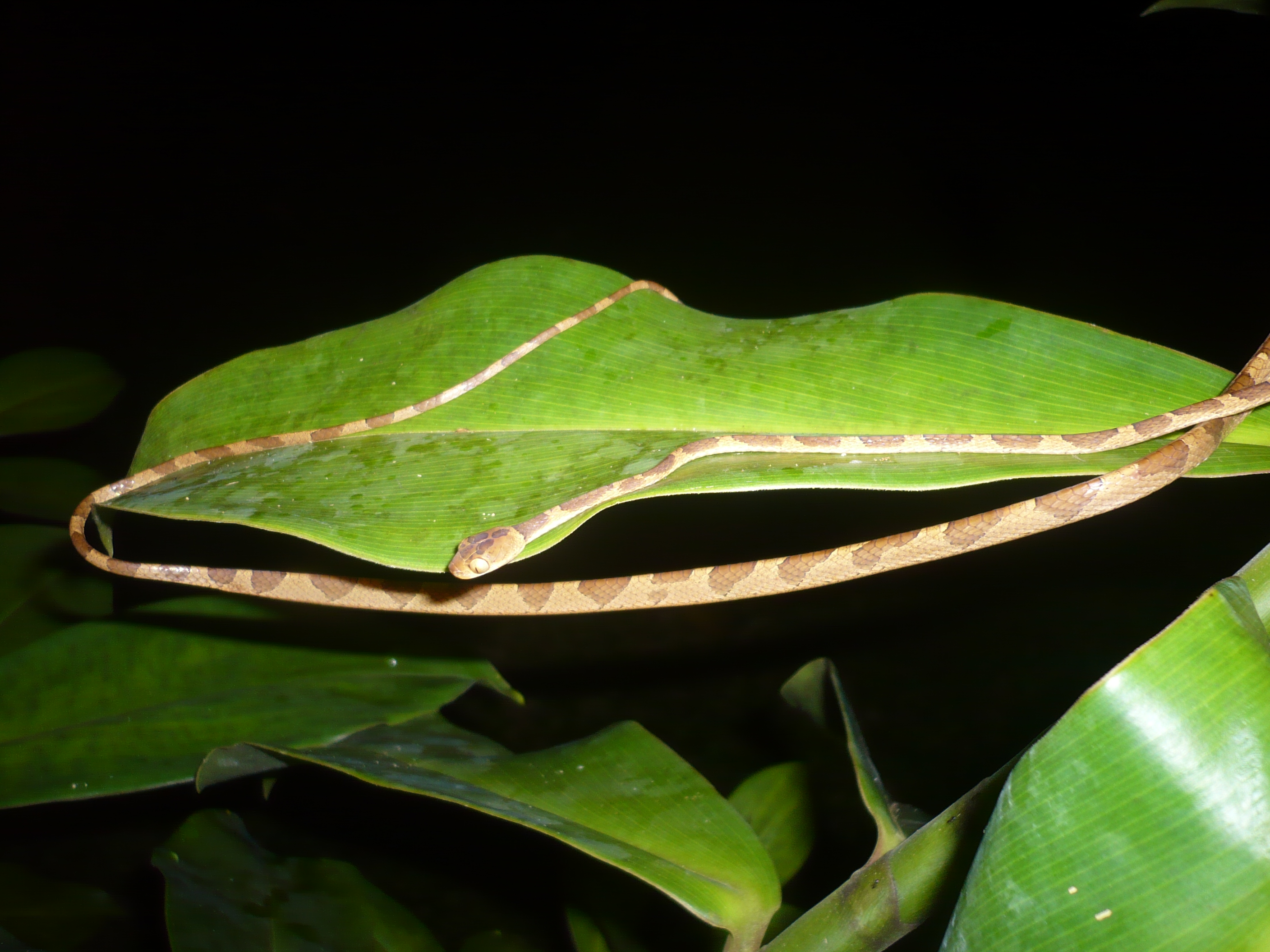
Медлительная ремневидная змея
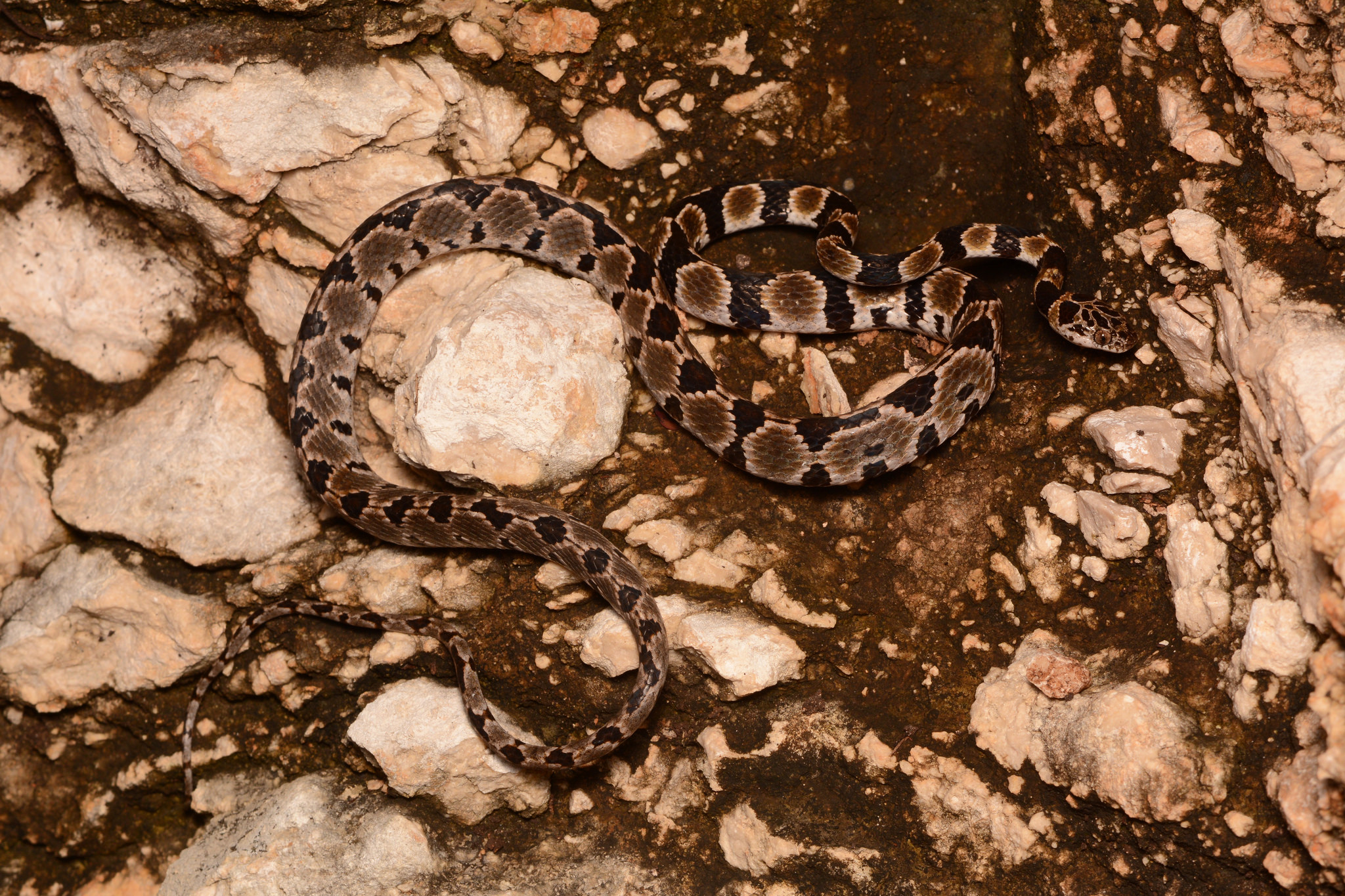
Ремневидная змея Копа
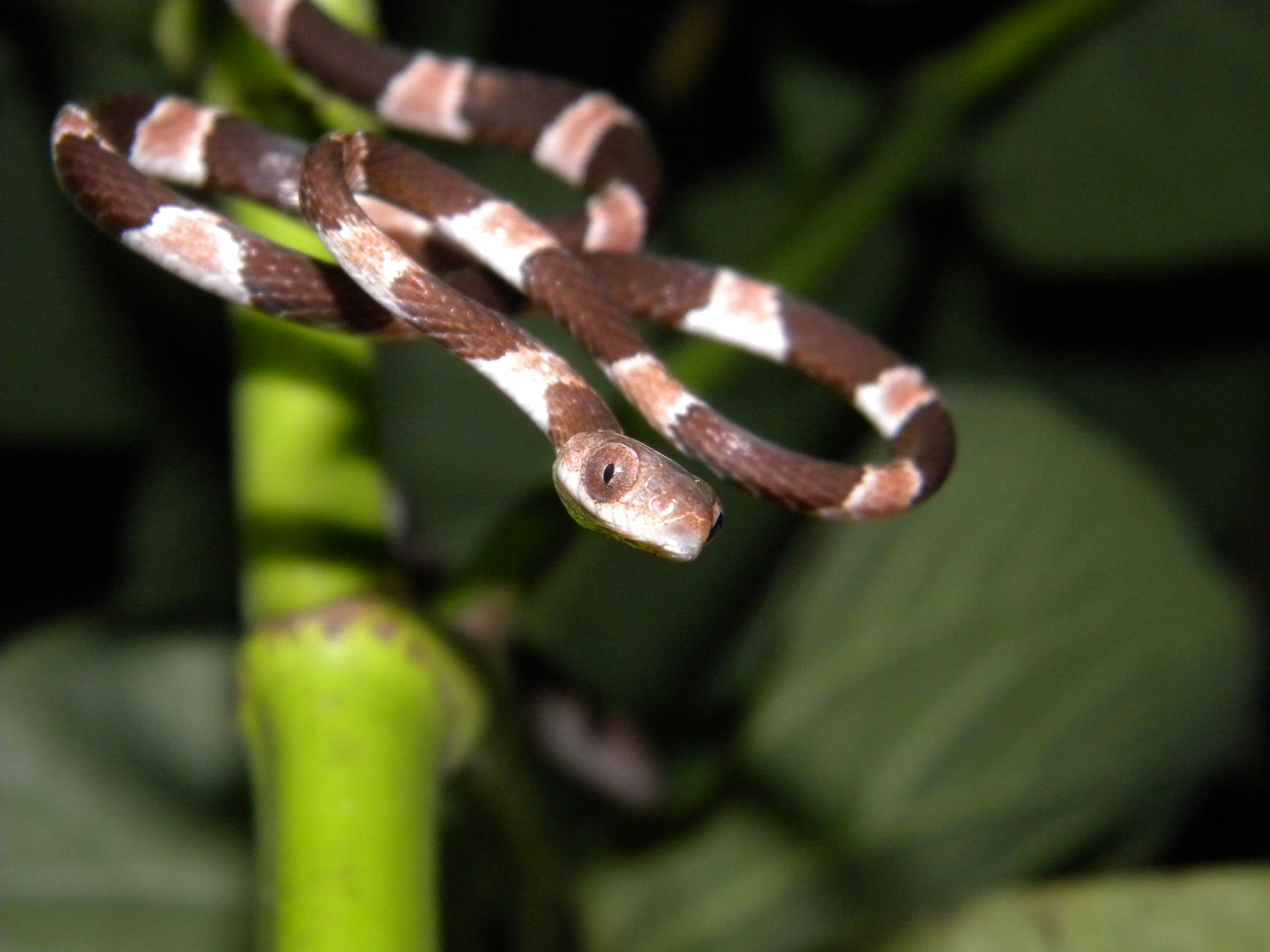
Тончайшая ремневидная змея